# Медаль «За Хивинский поход»
Медаль «За Хивинский поход» — государственная награда Российской империи, учреждённая в память о Хивинском походе 1873 года.

## Основные сведения
Медаль «За Хивинский поход» — медаль Российской империи для награждения участников военного похода в Хивинское ханство в 1873 году. Учреждена 22 июля 1873 года по указу императора Александра II.

## Порядок вручения
Награждались следующие участники военного похода в Хивинское ханство в 1873 году:
- Военные, строевые и нестроевые, относящиеся к Аральской флотилии и Туркестанскому, Оренбургскому, Красноводскому и Мангышлакскому военным отрядам;
- Ополченцы и волонтёры, находившиеся в действовавших войсках;
- Медицинские работники и священники, исполнявшие свои обязанности в ходе военных действий;
- Гражданские и военные чиновники, находившиеся в войсках[4][5].

Выдача медалей была возложена на руководство трёх военных округов: Кавказского, Оренбургского и Туркестанского.

## Описание медали
Медаль сделана из серебра. Диаметр 28 мм. На лицевой стороне медали изображён витиеватый вензель Александра II. Над вензелем изображена большая императорская корона. На оборотной стороне медали в центре горизонтально расположена дата: «1873». Вдоль гурта по окружности надпись: «ЗА ХИВИНСКІИ ПОХОДЪ». Начало и конец надписи разграничены двумя скрещенными ветвями — дубовой и лавровой. На Санкт-Петербургском монетном дворе за период 1873—1874 года было отчеканено 14 950 медалей.

## Порядок ношения
Медаль имела ушко для крепления к колодке или ленте. Носить медаль следовало на груди. Лента медали — комбинированная Георгиевско-Владимирская. С 13 августа 1911 года, по указу Николая II, раненые и контуженные в боях получили возможность носить эти медали на ленте с бантом.